# Гепатизон

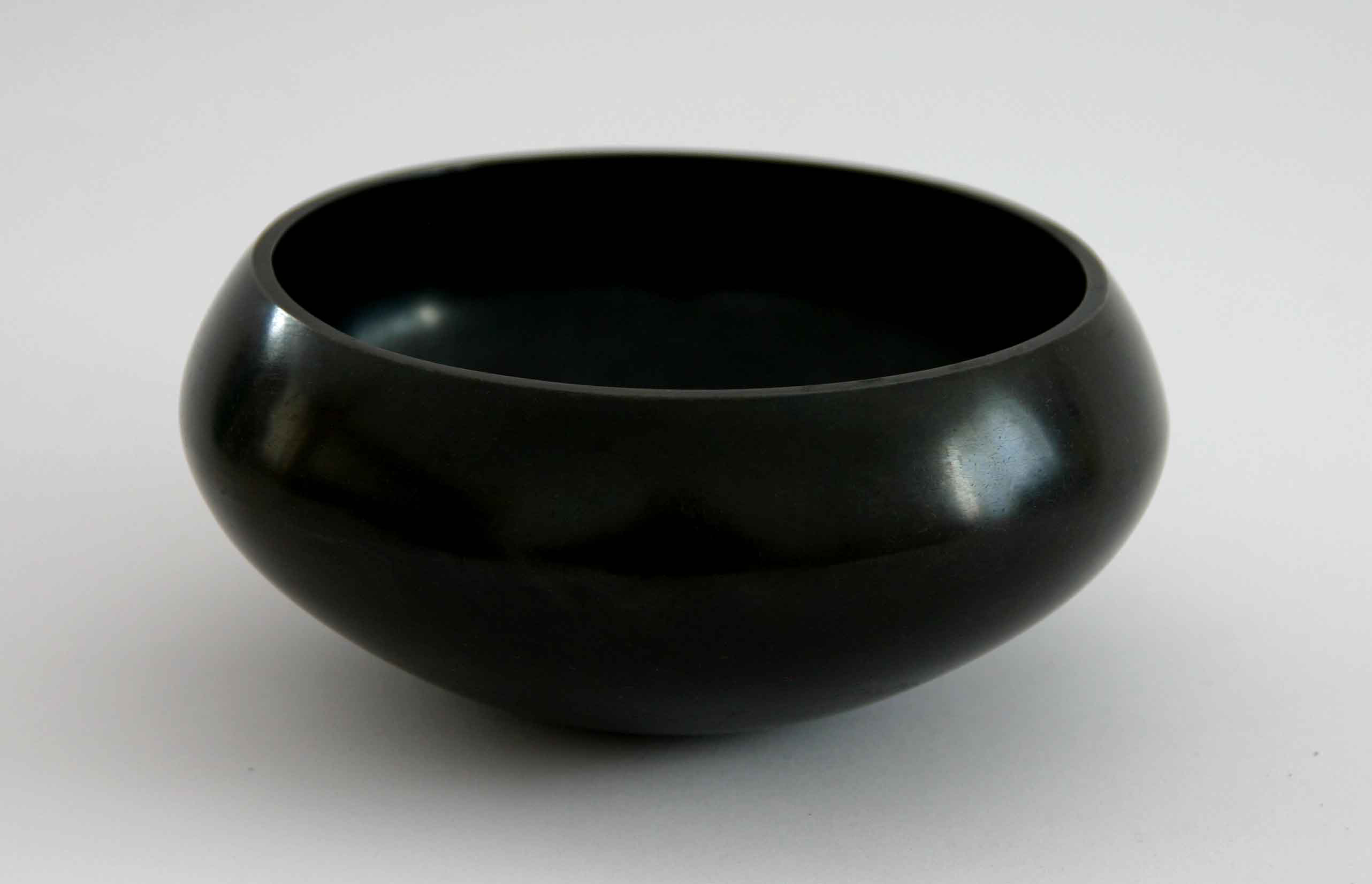
Сосуд из коринфской бронзы, современная работа. Германия

Гепатизон (или чёрная коринфская бронза) был особенно ценимым металлическим сплавом в Римской империи в начале христианской эры, который, по предположениям историков, состоял в основном из меди и небольшого количества золота и серебра (по оценкам, по 8 % каждого).
Небольшие количества золота и серебра придавали коринфской бронзе особый металлический блеск, а патине на меди — чёрный цвет. Она упоминается в текстах многих древних авторов, включая Плиния Старшего. Подобные сплавы были также известны древним египтянам, чьи города были крупными центрами производства этого сплава, жителям Микен, древней Японии, где этот сплав используется по сей день, и Китая. Анализ древних египетских алхимических текстов сообщает о том, что коринфская бронза считалась промежуточной ступенью трансмутации неблагородных металлов в золото.

Переходим теперь к описанию медных рудников, поскольку и в быту медь занимает следующее место по цене — правда, коринфская медь ценится дороже серебра и чуть ли не дороже золота…— Плиний Старший, Естественная история